# Léandre Lacroix
Léandre Lacroix (Remich, 1 de gener de 1859 - Ciutat de Luxemburg, 28 de març de 1935) va ser un jurista i polític luxemburguès. Va ocupar el càrrec d'alcalde de la ciutat de Luxemburg entre 1914 i 1918. Va ser escollit per la Gran Duquessa Maria Adelaida sobre el rival socialista Luc Leather, qui finalment ho succeiria el 1918. Hi ha un carrer a Limpertsberg, ciutat de Luxemburg, amb el nom de Lacroix (rue Léandre Lacroix).